# Cuitzeo
Cuitzeo è una municipalità dello stato di Michoacán, nel Messico centrale, il cui capoluogo è la località di Cuitzeo del Porvenir.
La municipalità conta 28.227 abitanti (2010) e ha un'estensione di 255,17 km².
Il nome della municipalità significa località dei vasi.